# Johan Frederik Lodewijk Schröder
Johannes Frederik Lodewijk Schröder of Johannes Friedrich Ludwig Schröder (Dornberg, gemeente Bielefeld, 30 oktober 1774 – Utrecht, 20 maart 1845) was een Duitse lutherse theoloog en wiskundige.

## Levensloop
Schröder werd geboren als zoon van Johann Ludwig Schröder en Margaretha Elisabeth Graf. In zijn dertiende kreeg hij les op een school in Amsterdam, waar zijn broer als leraar werkte. In het jaar erop, in 1788, tot begin 1790 volgde hij de Latijnse school, en daarna tot september 1793 het Athenaeum Illustre in Amsterdam. In het Athenaeum ontving hij theologie en letterkundig onderwijs van onder meer Daniel Wyttenbach. Na een vervolgopleiding aan het Remonstrants Seminarium in Amsterdam, vertrok hij in september 1795 naar de Universiteit van Halle. Hier volgde hij theologische lezingen bij van Georg Christian Knapp en August Hermann Niemeyer, evenals lezingen in de Faculteit der Filosofie van onder Friedrich August Wolf, Johann Heinrich Tieftrunk en Ludwig Heinrich von Jakob.
In Halle maakte Schröder kennis met de filosofisch-rationalistische ideeën van Immanuel Kant, die zijn verdere werk zouden vorm gaven. In 1798 keerde hij terug naar Amsterdam en werd assistent-voorganger van de Lutherse gemeente. Op 23 maart 1803 werd hij studieleider van de cadetten van het fregat Euridice in Hellevoetsluis en kreeg ook de titel van kapitein-ter-zee. In 1806 ging hij naar het instituut in Feijenoord, en in 1809 werd hij directeur in Enkhuizen. In de tijd van Napoleon in 1810 werd hij ontheven van zijn taken. Daarna was hij ambteloos in Amsterdam en Maarssen werkzaam. Op 16 oktober 1815 werd hij benoemd tot hoogleraar in de wiskunde aan de Universiteit van Utrecht.
Na promotie tot doctor in de filosofische wetenschappen op 10 januari 1816, sprak hij op 25 januari 1816 als hoogleraar zijn inaugurele rede Oratio de majoribus corporum coelestium permutationibus, quatenus ex iis progressum naturae in his corporibus formandis suspicari licet. Hij verzorgde onderwijs in logica, metafysica en filosofische ethiek. Schröder nam tevens deel aan de bestuurlijke taken van de Universiteit Utrecht, en diende in het studiejaar 1823-1824 als rector magnificus. Op 1 januari 1845 ging hij met pensioen en overleed een paar maanden later. In 1805 was Schröder toegetreden als lid van het Bataviaasch Genootschap voor Experimentele Filosofie in Haarlem, en op 14 mei 1813 als lid van het Koninklijk Instituut voor Wetenschappen in Amsterdam.

### Familie
Op 29 april 1809 trouwde Schröder in Amsterdam met Margaretha Antonia Heemskerk (Amsterdam 1 december 1786 - Utrecht, 29 november 1852). Zij was de dochter van Jan Heemskerk (Rotterdam, 1 augustus 1735 - Amsterdam, 9 maart 1799) en Geertruid Bijsterus (Amsterdam, 18 februari 1746 - idem, 18 november 1828). Ze kregen verschillende kinderen.

## Publicaties
- Over de Ruimte. In: P. v. Hemert: Magazijn vor critische Wijsbegeerte. Amsterdam 1799, Deel 2, p. 275.
- Proeve om de werking der uitbreidende en aantrekkende kracht door de zwaartekracht en door den vorm der ligchamen aan te toonen. (I) In: P. v. Hemert: Magazijn voor Critische Wijsbegeerte. Amsterdam 1799, Deel 3, p. 102.
- Proeve om de werking der uitbreidende en aantrekkende kracht door de zwaartekracht en door den vorm der ligchamen aan te toonen. (II) In: P. v. Hemert: Magazijn voor Critische Wijsbegeerte. Amsterdam 1799, Deel 4, p. 108.
- Over de grootte van het Heelal. 1802.
- Verhandeling over de uitgestrektheid der wereld en de orde der heliigchamen. In: Naturk. Verhh. Van de Bat. Maatschappij der Wetenschappen, te Haarlem. Haarlem, 1803, Deel 2, p. 1.
- Redevoring over het gevoel van het verhevene. Vaderl. Letteroeff. 1810, Mengelw. p. 129.
- Redevoring over de menigte van vaste sterren aan den hemel geplaatst, en de besluiten, welke wij hieruit kunnen trekken opzigtelijk de uitgestrektheid van het heelal. Vaderl. Letteroeff.  1810, Mengelw. p. 213.
- Redevoring over de redekunstige voorschriften van Cicwero, getoetst aan die der zedewet en bijzonderlijk aan het gebod der waarheidsliefde. In: Werken der Holl. Maatschappij van fraaije Kunsten en Wetenschappen. 1816, Deel 3, p. 475.
- Oratio de majoribus corporum coelestium permutationibus. 1816.
- Oratio (inauguralis) de majoribus corporum coelestium permutationibus, quatenus ex iis progressum naturae in his corporibus formandis suspicari licet. In: Supplem. Annall. Acad. Rheno-Traj. A. 1815-1816.
- Disputatio, qua Socratis sentential de physicae disciplinae studio exponitur. In: Commentt. Lat. Tertiae Classis Instituti Regii Belgici. Amsterdam 1818.
- Oratio de nostra cognitone animi comparata cum cognitione rerum corporearum. In: Annall. Acad. Rheno-Traj. A. 1823-1824.
- Over den aard der Zielkunde en de werking der terugroepende verbeeldingskracht. Zaltbommel 1829.
- Elementa Mathesos purae. Pars. I, s. Prolegomena de mathesos ratione, partibus atque methodo, quibus addita sunt praecepta nonnulla logica, in usum eorum, qui mathesos stadium cum logices et literarum humaniorum studio conjungunt. Utrecht 1831-1834.
- De menschelijke kennis eene teekenskunde. In: J. P. Sprenger van Eijk: De Fakkel. 1834, 10. Jg., p. 134.
- Verhandlingen over de prikkelbaarheid. In: Verslag van de tiende Openb. Verg. Der eerste Klasse van het Kon. Ned. Inst. Van Wetensch., Lett. En sch. Kunsten., geh. den 1. September 1835.
- Verhandlingen over de meetkundige bepalingen. Amsterdam 1835, 1841.
- Bijdrage tot de beschouwing van de waarheid der menschelijke kennis. 1832-1833 In: Verh. in de hedend. Talen, van de derde Kl. Van het Kon. Ned. Inst. Amsterdam 1836, Deel 5.
- Berigten en Verhandlingen over de Zeevaartkunde. Amsterdam 1837, 1840.
- Nieuwe volgorde der Berigten en Verhandlingen over de Zeevaartkunde. Amsterdam 1840.